# Hi5
Hi5 ist eine österreichische Jazz-Band.

## Geschichte
Die Band Hi5 wurde 2010 von Chris Norz, Philipp Ossanna und Clemens Rofner in Tirol gegründet.
Im Winter 2010/2011 wurde die erste CD – A Piece of Numbers – aufgenommen und im April 2011 veröffentlicht. Seit dem Sommer 2011 ist Matthias Legner Teil der Band.
Im Oktober 2012 gewann Hi5 beim Österreich-Wettbewerb podium.jazz.pop.rock der Europäischen Union der Musikwettbewerbe für die Jugend in Ried im Innkreis den Joe-Zawinul-Preis.
Das zweite Album – Tangled Simplicity – wurde im ebenso im Oktober 2012 veröffentlicht und im Rahmen verschiedener Konzerte präsentiert. Es folgte ein Auftritt beim ORF RadioKulturhaus am 12. Jänner 2013.
Im Mai 2013 gewann die Band die Bucharest International Jazz Competition 2013 sowie im August 2013 den Jimmy Woode European Jazz Award 2013 im Rahmen des Tuscia in Jazz Festivals.
Das dritte Album Attack Decay Sustain Release wurde im Oktober 2014 veröffentlicht. Konzerte fanden in verschiedenen Orten Österreichs, darunter im Treibhaus, Innsbruck und im Porgy & Bess in Wien, sowie unter anderem in München, Bern und Montreux statt.
Im Oktober 2016 veröffentlichte die Band ihr viertes Album – Fünf – und erhielt dafür den Preis Veröffentlichung des Jahres der TonArtTirol.
Im Februar 2017 trat die Band im Wiener Jazzclub Porgy & Bess auf.

## Musikstil
Nach eigenen Angaben spielt die Band Minimal Jazz Chamber Music. Musikmagazine sprechen von einem „eigenen Klanguniversum“, „irgendwo zwischen Jazz, Rock, Kammer- und Minimal Music angesiedelt“ und „Mitteln und Möglichkeiten des Jazz … außergewöhnliche konzeptionelle Brücke hin zur ‚Kammermusik‘ … singuläre Verbindung von diesen sich ansonsten meist abstoßenden Polen“.

## Diskografie

### Alben
- 2011: A Piece of Numbers
- 2012: Tangled Simplicity, Sessionwork Records
- 2014: Attack Decay Sustain Release, Sessionwork Records
- 2016: Fünf, Sessionwork Records

### Live
- 2015: live (tuscia in jazz) (Tusica in Jazz Festival), Eunote Records